# Mariano Llanera

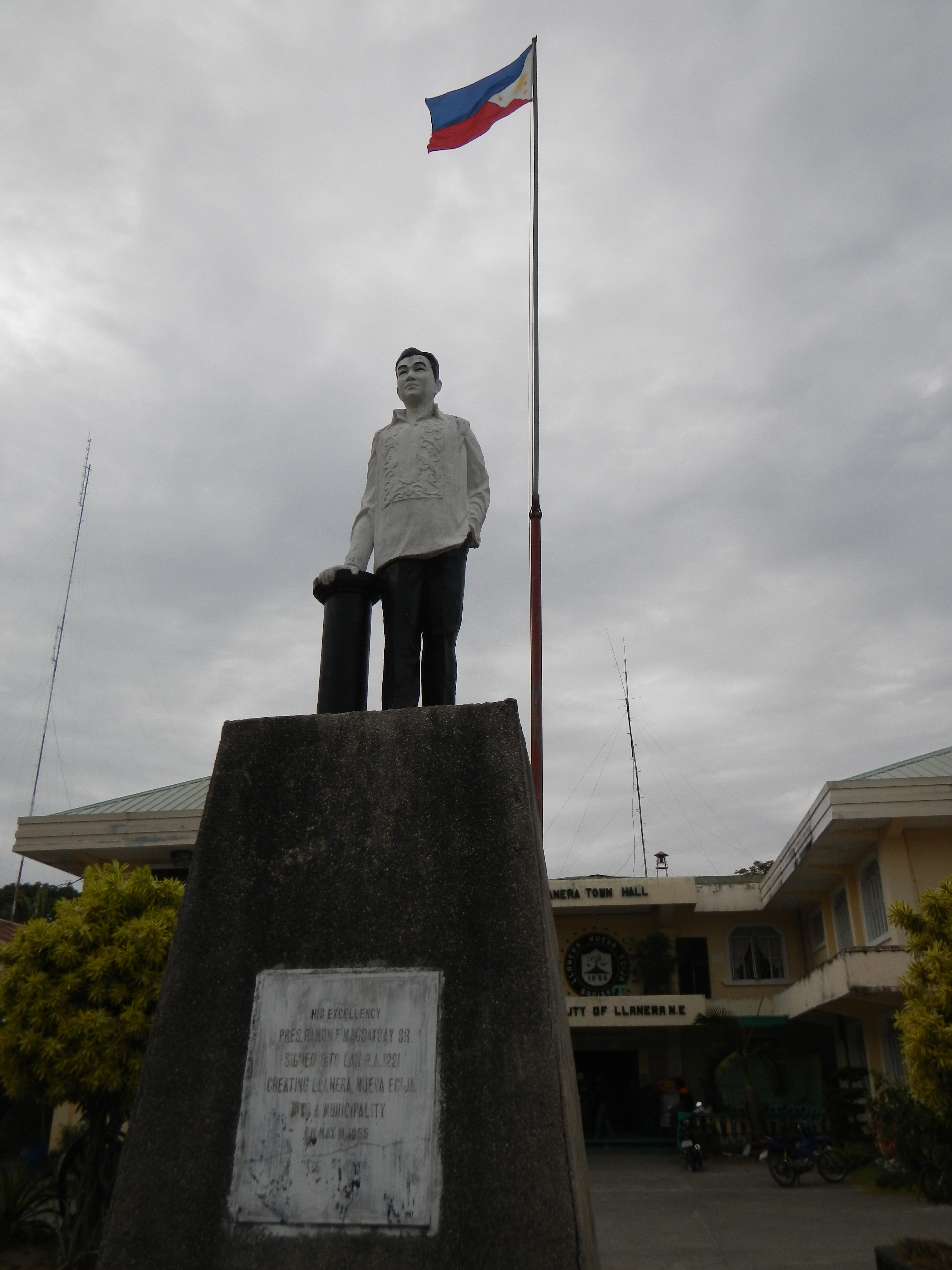
Monumento en Llanera.

Mariano Llanera (Gapán, Nueva Écija, 9 de noviembre de 1855; Gapán, Nueva Écija, 19 de septiembre de  1942) fue un general filipino que luchó contra los españoles durante la Revolución Filipina en las provincias de Bulacán, Tarlac, Pampanga y Nueva Écija. 

## Biografía

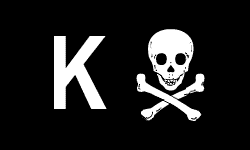
Bandera de Combate de Llanera

Cursa sus estudios en  el Colegio de San Juan de Letran.
Durante el gobierno español fue elegido cabeza de barangay y Gobernadorcillo por dos períodos.

## Sucesos revolucionarios
Fue protagonista del conocido como Grito de Nueva Écija de 1896, acontecido  en Cabiao, acción que  supuso el inicio de la revuelta en Luzón Central.

## Reconocimiento
El municipio de Llanera de Nueva Écija lleva su nombre.